# Telmatoscopus taleolus
Telmatoscopus taleolus és una espècie d'insecte dípter pertanyent a la família dels psicòdids.

## Descripció
- Mascle: cos de color marró; ulls separats per una distància igual a dues facetes; front amb una ampla, tot i que dispersa, franja de pèls; l'escap és 4 vegades la longitud del pedicel; tòrax sense patagi; ales d'1,7 mm de llargària i 0,6 d'amplada, amb les membranes lleugerament tenyides de color marró, la cel·la costal marró i taques marrons a la base de la vena radial núm. 5 i els extrems de la nervadura; vena subcostal llarga i estenent-se més enllà de la base de R2+3; edeagus en forma de "Y".
- Femella: similar al mascle, però amb els ulls separats per una distància igual a tres facetes; les antenes sense pèls llargs al flagel i l'escap més curt (al volant de dues vegades la mida del pedicel); ales d'1,7 mm de llargada i 0,6 d'amplada.[3]

## Distribució geogràfica
Es troba a Àsia: Borneo i les illes Filipines (Mindanao).